# Liste der Biografien/Joy
Liste der Biografien |
Portal Biografien |
Personensuche
# |
A |
B |
C |
D |
E |
F |
G |
H |
I |
J |
K |
L |
M |
N |
O |
P |
Q |
R |
S |
T |
U |
V |
W |
X |
Y |
Z |
?
 
Ja |
Jb |
Jd |
Je |
Jh |
Ji |
Jj |
Jl |
Jn |
Jm |
Jo |
Jp |
Jr |
Js |
Jt |
Ju |
Jv |
Jw |
Jy
 
Joa–Jog |
Joh |
Joi–Jom |
Jon |
Joo |
Jop |
Jor |
Jos |
Jot |
Jou |
Jov |
Jow |
Jox |
Joy |
Joz
Die Liste der Biografien führt alle Personen auf, die in der deutschsprachigen Wikipedia einen Artikel haben. Dieses ist eine Teilliste mit 118 Einträgen von Personen, deren Namen mit den Buchstaben „Joy“ beginnt.

## Joy
- Joy (* 1996), südkoreanische Sängerin und Schauspielerin
- Joy Stewart, Kerry, britische Theater- und Filmschauspielerin
- Joy Way, Víctor (* 1945), peruanischer Politiker
- Joy, Alfred Harrison (1882–1973), US-amerikanischer Astronom
- Joy, Bernard (1911–1984), englischer Fußballspieler, Journalist und Lehrer
- Joy, Bill (* 1954), US-amerikanischer Entwickler von BSD und vi, Mitgründer von Sun Microsystems
- Joy, Charles Arad (1823–1891), US-amerikanischer Chemiker
- Joy, Charles Frederick (1849–1921), US-amerikanischer Politiker
- Joy, Charles Turner (1895–1956), Vizeadmiral der US Navy
- Joy, David (1825–1903), britischer Eisenbahningenieur
- Joy, David (1901–1995), US-amerikanischer Filmtechnikpionier
- Joy, Greg (* 1956), kanadischer Leichtathlet
- Joy, Hélène (* 1978), kanadisch-australische SchauspielerinHélène Joy (* 1978)

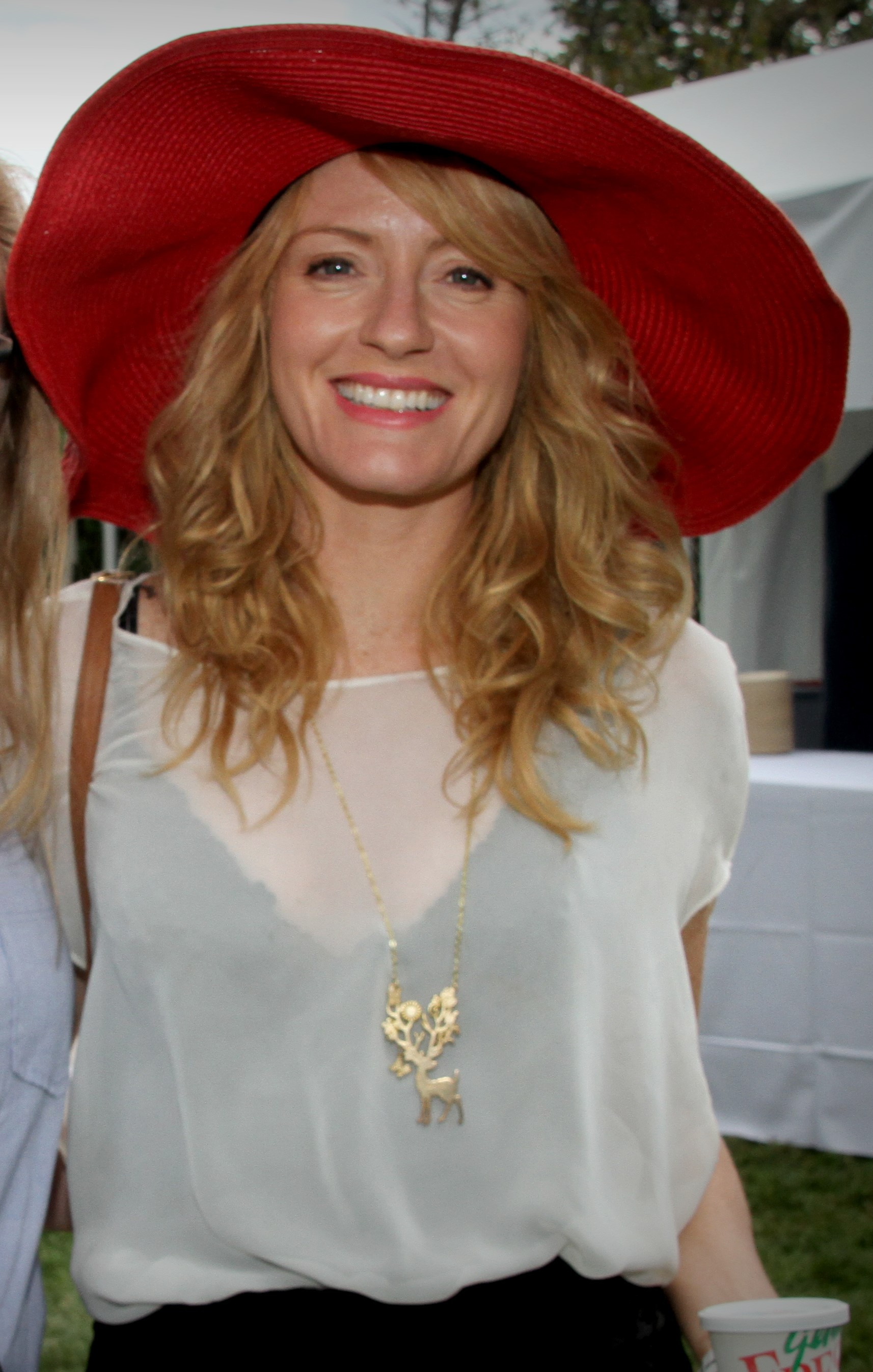
Hélène Joy (* 1978)

- Joy, Ian (* 1981), US-amerikanischer Fußballspieler
- Joy, Iván (* 1975), puerto-ricanischer Produzent und Sänger des Genres Reggaeton
- Joy, James Frederick (1810–1896), US-amerikanischer Rechtsanwalt, Politiker und Eisenbahnmanager
- Joy, Jimmy (1902–1962), US-amerikanischer Jazz-Saxophonist und Bigband-Leader
- Joy, Leatrice (1896–1985), US-amerikanische Schauspielerin der Stumm- und frühen Tonfilmzeit
- Joy, Lina (* 1964), malaysische Konvertitin
- Joy, Linda (* 1955), englische Schauspielerin und Synchronsprecherin
- Joy, Lisa (* 1972), US-amerikanische Drehbuchautorin, Regisseurin und TV-Produzentin
- Joy, Melanie (* 1966), US-amerikanische Sozialpsychologin, Publizistin und vegane Aktivistin
- Joy, Nicholas (1884–1964), britischer Schauspieler
- Joy, Petra (* 1964), deutsche Regisseurin, Filmemacherin, Filmverkäuferin, Autorin und Fotografin
- Joy, Robert (* 1951), kanadischer SchauspielerRobert Joy (* 1951)

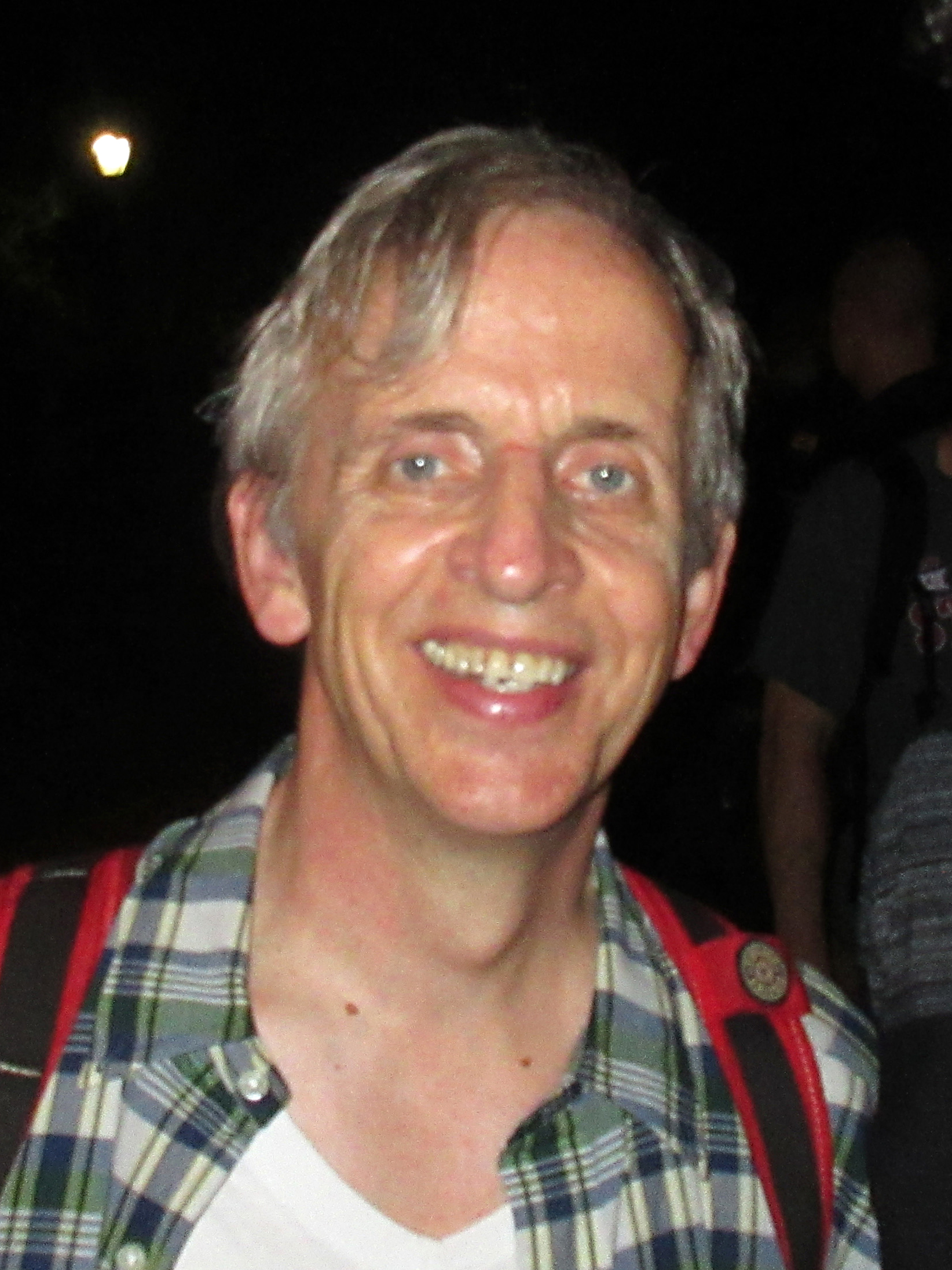
Robert Joy (* 1951)

- Joy, Vance (* 1987), australischer Folkpopmusiker

### Joya
- Joya Améndola, Billy Fernando, Politiker in Honduras
- Joya Marleen (* 2003), Schweizer Musikerin
- Joya, Hieronymus (* 1965), kenianischer römisch-katholischer Ordensgeistlicher und Bischof von Maralal
- Joya, Juan Víctor (1934–2007), peruanischer Fußballspieler
- Joya, Malalai (* 1978), afghanische Politikerin
- Joyal, André (* 1943), kanadischer Mathematiker
- Joyal, Serge (* 1945), kanadischer Rechtsanwalt und Politiker
- Joyard, Antoine (1744–1806), französischstämmiger deutscher Geheimer Kriegsrat, Steuerdirektor und Oberhaushofmarschall in Berlin

### Joyb
- Joybert, Marc de (1912–1989), französischer Admiral
- Joybubbles (1949–2007), US-amerikanischer Phreaking-Pionier

### Joyc
- Joyce, Alan (* 1966), irisch-australischer Manager
- Joyce, Alice (1890–1955), US-amerikanische Schauspielerin
- Joyce, Archibald (1873–1963), britischer Komponist
- Joyce, Bob (* 1966), kanadischer Eishockeyspieler
- Joyce, Brenda (1917–2009), US-amerikanische Schauspielerin
- Joyce, Carey (1922–2010), irischer Politiker
- Joyce, Charles Herbert (1830–1916), US-amerikanischer Politiker
- Joyce, Colin (* 1994), US-amerikanischer Radrennfahrer

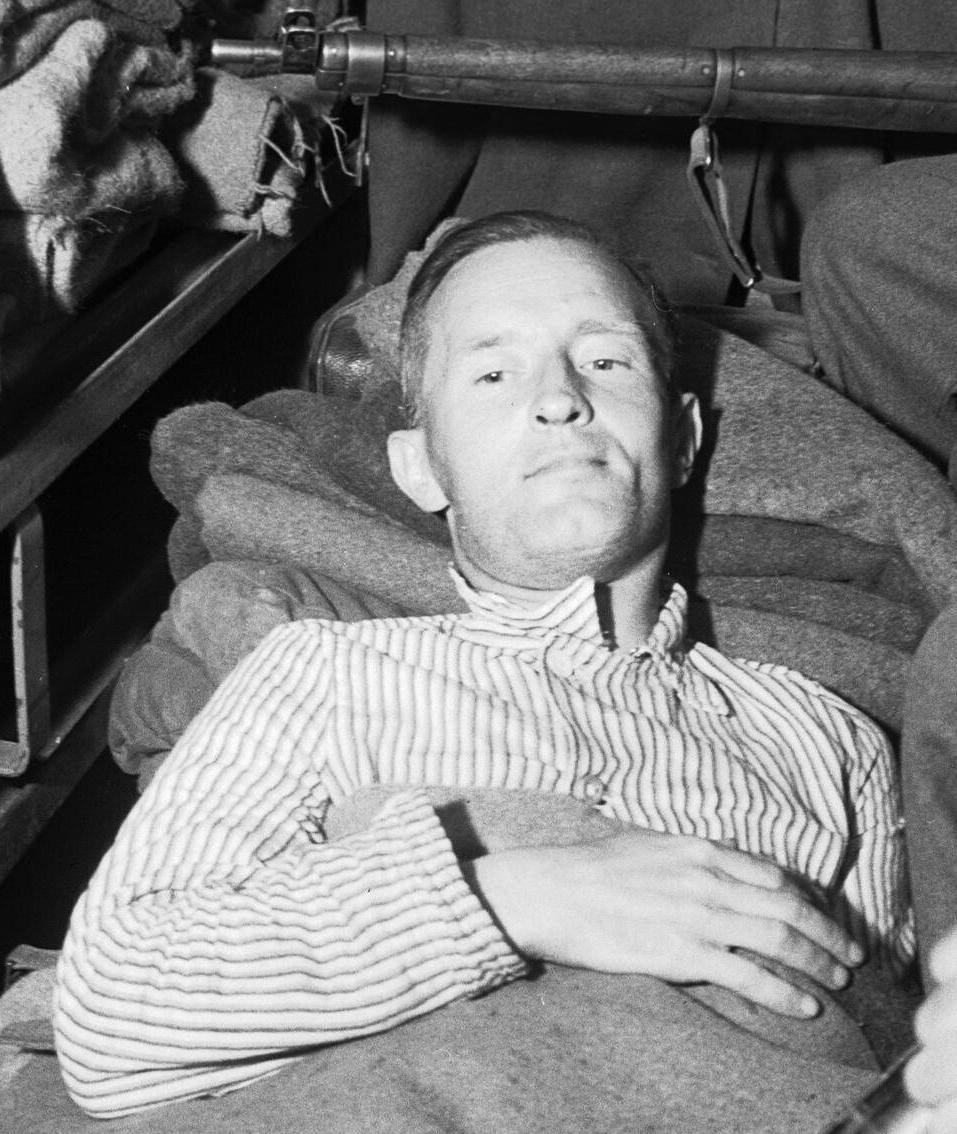
William Joyce (1906–1946)

- Joyce, David (* 1957), US-amerikanischer Politiker der Republikanischen Partei
- Joyce, David Oliver (* 1987), irischer Boxer
- Joyce, Dick (* 1946), neuseeländischer Ruderer
- Joyce, Dominic (* 1968), britischer Mathematiker
- Joyce, Dru (* 1985), US-amerikanischer Basketballspieler
- Joyce, Edward Michael (1904–1964), neuseeländischer Geistlicher, römisch-katholischer Bischof von Christchurch
- Joyce, Eileen (1912–1991), australische Pianistin
- Joyce, Elaine (* 1945), US-amerikanische Schauspielerin
- Joyce, Eric (* 1960), schottisch-britischer Politiker
- Joyce, Ernest (1875–1940), englischer Antarktisforscher und Seemann
- Joyce, Gerald (* 1956), US-amerikanischer Biochemiker
- Joyce, Graham (1954–2014), britischer Science-Fiction-, Fantasy- und Horror-Autor
- Joyce, James (1870–1931), US-amerikanischer Politiker
- Joyce, James (1882–1941), irischer SchriftstellerJames Joyce (1882–1941)

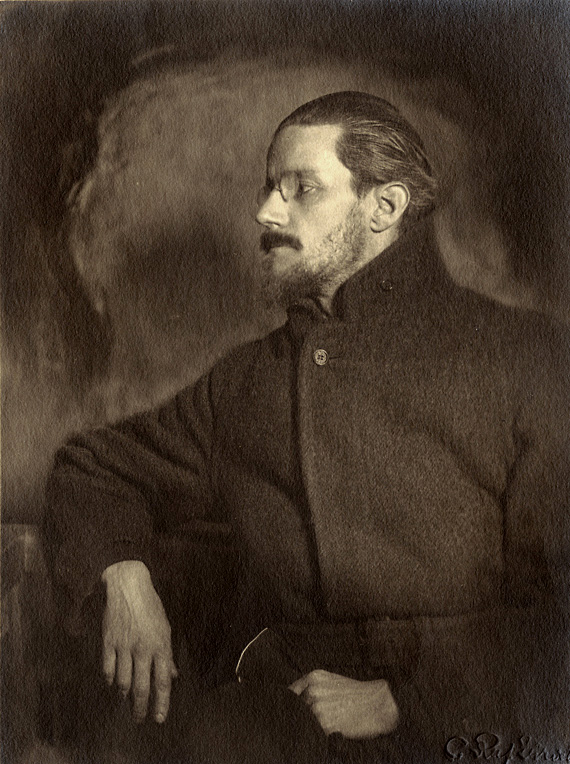
James Joyce (1882–1941)

- Joyce, James Parker (1834–1903), neuseeländischer Politiker
- Joyce, Jared (* 1988), südafrikanischer Eishockeyspieler
- Joyce, John (* 1957), amerikanischer Politiker
- Joyce, John Joe (* 1987), irischer Boxer
- Joyce, Joseph (* 1985), englischer Boxer
- Joyce, Justine (* 1974), australische Ruderin
- Joyce, Kahu (* 1994), neuseeländischer Eishockeyspieler
- Joyce, Kara Lynn (* 1985), US-amerikanische Freistilschwimmerin
- Joyce, Keegan (* 1989), australischer Schauspieler und Sänger
- Joyce, Kenyon A. (1879–1960), US-amerikanischer Offizier, Generalleutnant der US-Army
- Joyce, Mark (* 1983), englischer Snookerspieler
- Joyce, Matthew (* 1984), US-amerikanischer Baseballspieler
- Joyce, Michael (* 1945), US-amerikanischer Anglist, Professor der Anglistik
- Joyce, Mike (* 1963), britischer Schlagzeuger
- Joyce, Oisín (* 2005), irischer Speerwerfer
- Joyce, Patrick Weston (1827–1914), irischer Historiker, Schriftsteller, Musiksammler und Lehrer
- Joyce, Peggy Hopkins (1893–1957), US-amerikanische Film- und Broadway-Schauspielerin
- Joyce, Rachel (* 1962), britische Schauspielerin und Schriftstellerin
- Joyce, Rachel (* 1978), britische Triathletin
- Joyce, Rebecca (* 1970), australische Ruderin
- Joyce, Richard (* 1966), britisch-neuseeländischer Philosoph und Hochschullehrer
- Joyce, Robert Francis (1896–1990), US-amerikanischer Geistlicher, römisch-katholischer Bischof von Burlington
- Joyce, Ryan (* 1985), englischer Dartspieler
- Joyce, Shaham (* 1978), deutscher PopsängerShaham Joyce (* 1978)

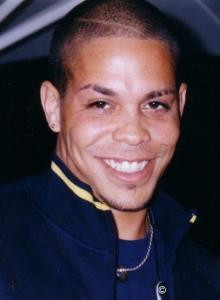
Shaham Joyce (* 1978)

- Joyce, Stanislaus (1884–1955), irischer Autor und Sprachlehrer
- Joyce, Steven (* 1963), neuseeländischer Politiker (National Party)
- Joyce, William (1906–1946), britischer Politiker (British Union of Fascists)William Joyce (1906–1946)
- Joyce, William (* 1957), US-amerikanischer Autor
- Joyce-Walter, Mary Ann (* 1937), US-amerikanische Komponistin und Musikpädagogin

### Joye
- Joye, Dan (* 1985), US-amerikanischer Rennrodler
- Joye, George († 1553), englischer reformierter Geistlicher
- Joye, Gilles († 1483), franko-flämischer Komponist, Dichter und Sänger der frühen Renaissance
- Joye, Joseph Alexis (1852–1919), Schweizer Pädagoge, Theologe, Priester, Jugendseelsorger, Fotograf, Cineast und Filmpionier
- Joye, Prudent (1913–1980), französischer Leichtathlet
- Joye-Thévoz, Madeleine Emma (1906–1989), Vorkämpferin des Frauenstimmrechts im Kanton Freiburg
- Joyeuse, Anne de (1560–1587), Baron von Arques, Vizegraf und Herzog von Joyeuse
- Joyeuse, Antoine Scipion de († 1592), französischer Heerführer der Heiligen Liga
- Joyeuse, François de (1562–1615), französischer Kardinal der römisch-katholischen Kirche
- Joyeuse, Guillaume de (1520–1592), Bischof von Alet (1541–1554), Generalstatthalter des Königs im Languedoc seit 1561 und Marschall von Frankreich seit 1582
- Joyeuse, Henri de (1563–1608), französischer Kapuziner, Marschall von Frankreich, Heerführer in den Hugenottenkriegen und Herzog von Joyeuse
- Joyeuse, Henriette Catherine de (1585–1656), Tochter von Henri de Joyeuse und Catherine Nogaret
- Joyeuse, Jean-Armand de (1631–1710), Marschall von Frankreich
- Joyeuse, Louis de Lorraine, duc de (1622–1654), Herzog von Joyeuse, Fürst von Joinville
- Joyeuse, René (1920–2012), schweizerisch-amerikanischer Widerstandskämpfer und Arzt
- Joyeux, Malik (1980–2005), tahitianischer Surfer
- Joyeux, Odette (1914–2000), französische Schauspielerin und Schriftstellerin

### Joyi
- Joyi, Nkosinathi (* 1983), südafrikanischer Boxer
- Joyini, Mathu, südafrikanische Diplomatin

### Joyn
- Joyner, Al (* 1960), US-amerikanischer Dreispringer und Olympiasieger
- Joyner, Kitty (1916–1993), US-amerikanische Elektroingenieurin
- Joyner, Lisa (* 1966), US-amerikanische Reporterin and TV-Moderatorin
- Joyner, Owen (* 2000), US-amerikanischer Kinderdarsteller
- Joyner, Sara (* 1967), Offizier der United States Navy im Rang eines Vice Admirals
- Joyner, Simon (* 1971), US-amerikanischer Singer-Songwriter
- Joyner, Warren, amerikanischer Doo-Wop-Sänger in der Stimmlage Tenor
- Joyner-Kersee, Jackie (* 1962), US-amerikanische Weitspringerin, Siebenkämpferin und OlympiasiegerinJackie Joyner-Kersee (* 1962)

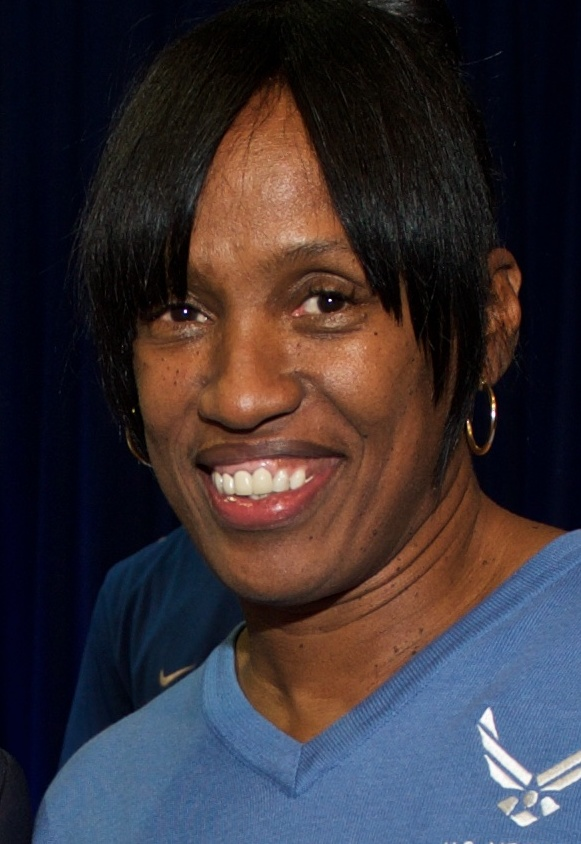
Jackie Joyner-Kersee (* 1962)

- Joynson-Hicks, Crispin, 4. Viscount Brentford (* 1933), britischer Peer, Anwalt und Politiker (Conservative Party)
- Joynson-Hicks, William, 1. Viscount Brentford (1865–1932), britischer Politiker (Conservative Party), Mitglied des House of Commons

### Joyo
- Jōyo (958–1047), japanischer buddhistischer Mönch
- Joyon, Francis (* 1956), französischer Hochseeregatta- und Rekordsegler